# Kikai
Kikai (喜界町?, Kikai-chō) è una cittadina giapponese della Sottoprefettura di Ōshima, che fa parte della prefettura di Kagoshima. La municipalità comprende tutto il territorio di Kikaijima, una delle isole Amami, che sono situate nell'estremo sud del paese e nella parte centro settentrionale dell'arcipelago delle Ryūkyū. Insieme ad altre municipalità delle Amami forma il Distretto di Ōshima.
A tutto il 1º luglio 2012, Kikai aveva 7.833 abitanti distribuiti su una superficie di 56,94 km², per una densità di 137,57 ab./km².